# Charles Woodson
Charles Woodson (født 7. oktober 1976 i Fremont, Ohio, USA) er en amerikansk footballspiller, der spiller i NFL som cornerback for Oakland Raiders. Woodson kom ind i ligaen i 1998 og har også spillet for Green Bay Packers.
Woodson var i 2003 en del af det Oakland Raiders-hold, der nåede frem til Super Bowl XXXVII, som dog blev tabt til Tampa Bay Buccaneers. Han er desuden otte gange, i 1998, 1999, 2000 og 2001, 2008, 2009, 2010, 2011 blevet valgt til Pro Bowl, NFL's All Star-kamp.
Woodson vandt sammen med Packers desuden, Super-Bowl (XLV) i 2010 sæsonen.